# Epuraeinae
Epuraeinae  (лат.) — подсемейство жуков-блестянок (Nitidulidae). Встречаются повсеместно, но главным образом, в Восточном Полушарии. Мелкие блестящие жуки (1,2—7,2 мм). Усики 11-члениковые с булавой из 3 сегментов.
Формула лапок: 5-5-5. Мицетофаги, сапрофаги, антофаги, некоторые личинки и имаго хищничают (известны специализированные энтомофаги личинок короедов). Наибольшим сходством обладают с подсемейством Carpophilinae, в которое его ранее включали. 

## Палеонтология
Ископаемый род †Crepuraea известен из мелового периода Забайкалья (Россия). Также представители подсемейства описывались из балтийского янтаря.

## Классификация
- Epuraeini Kirejtshuk, 1986
  - Amedanyraea — Amystrops — Baloghmena — Ceratomedia — †Crepuraea — Ecnomaeus — Epanuraea — Epuraea — Grouvellia — Mystronoma — Parepuraea — Platychorina — Stauromenus — Trimenus
- Taenioncini Kirejtshuk, 1998
  - Carpocryraea — Csiromenus — Eutaenioncus — Raspinotus — Taeniolinus — Taenioncus

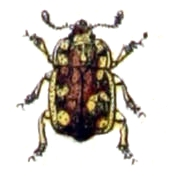
Epuraea guttata
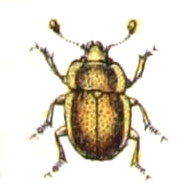
Epuraea limbata